# Hitoshi Sakimoto
Hitoshi Sakimoto (崎元 仁, Sakimoto Hitoshi, 26 de fevereiro de 1969), músico e compositor japonês de trilhas sonoras de videogames. É conhecido por compor trilhas sonoras para os jogos das séries alternativas de Final Fantasy – Ivalice Alliance e Vagrant Story. Seu interesse musical surgiu enquanto ele ainda estava no ensino fundamental, durante o qual ele aprendeu a tocar piano e órgão eletrônico, juntando-se a algumas bandas.
A carreira profissional de Sakimoto começou em 1988, quando ele começou a compor músicas como um freelancer. Tornando-se um grande amigo do compositor Masaharu Iwata e do diretor Yasumi Matsuno, trabalhando com os dois em numerosos projetos. Ele se juntou à Square em 1998 e trabalhou na companhia durante dois anos. Em 2006, ele retornou à companhia para compor a trilha sonora do grande sucesso Final Fantasy XII. Sakimoto também já trabalhou em projetos não-relacionados ao mundo dos videogames, como em anime e álbuns vocais.
Em 2002, ele fundou a Basiscape, uma companhia de composição de trilhas sonoras para jogos, que consiste em um grande número de compositores e músicos; hoje, a Basiscape é considerada como a maior companhia produção musical independente, criando também músicas para outros tipos de mídia. Sakimoto já prestou a vários concertos relacionados à música de videogames, apresentando várias peças; em 2007, ele colaborou com Yasunori Mitsuda e a Orquestra Sinfônica de Eminence na apresentação do concerto Destiny: Reunion.

## Biografia

### Primeiros anos
Hitoshi Sakimoto nasceu em Tóquio, Japão. Ele começou a se interessar em música durante sua época no ensino fundamental, quando ele aprendeu a tocar piano e órgão eletrônico, sozinho, e começou a participar de algumas bandas. Fã de videogames, ele começou a criar seus próprios jogos com alguns de seus amigos da escola secundária. No colegial, Sakimoto escreveu para a revista Oh! FM e compilou dados sobre algumas peças de músicas. Ele ouvia as composições de Yuzo Koshiro e Miki Higashino antes de começar a compor canções para famosas companhias de jogos do Japão como freelancer.

### Carreira

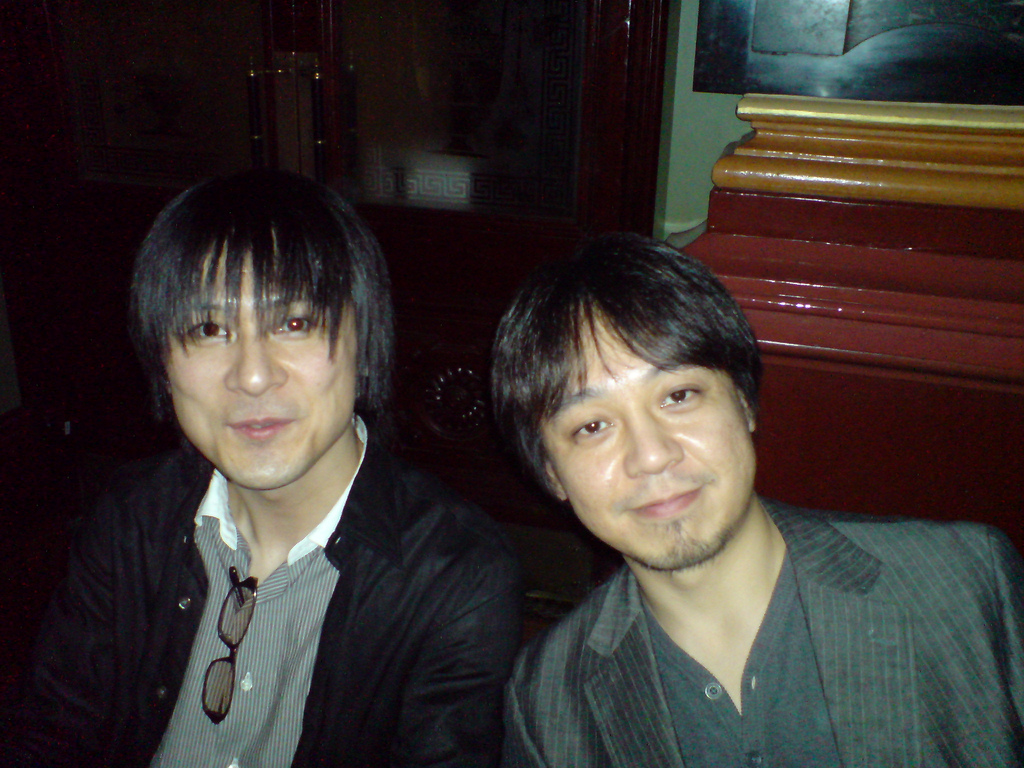
Mitsuda (esquerda), ao lado de Sakimoto.

Seu começo como compositor para videogames começou em 1988, quando ele e seu amigo Masaharu Iwata, com quem ele viria a trabalhar em numerosos títulos mais tarde, compuseram para o shooter Revolter, publicado pela ASCGroup para a plataforma NEC PC-8801. Sakimoto também criou o driver sintetizador Terpsichorean, que melhorava a qualidade sonora das músicas do jogo; o driver sintetizador foi usado em vários jogos do mercado japonês na década de 1990. Mesmo com o sucesso de Revolter, ele subestimou seu talento e decidiu se tornar um programador de jogos; seus amigos e colegas o encorajaram a continuar como compositor, porém. O reconhecimento que ele obteve na indústria de jogos fez com que vários designers e companhias de jogos recrutassem Sakimoto para compor as músicas de seus projetos. Ele também criou efeitos sonoros e trabalhou no arranjo e na programação de drivers sonoros de vários títulos.
O primeiro grande sucesso de Sakimoto no Japão veio em 1993, quando ele compôs a trilha sonora de Ogre Battle: March Of The Black Queen. O jogo teve a direção de Yasumi Matsuno, e, desde o lançamento do título, ele escolhe Sakimoto regularmente para a sua equipe de desenvolvimento na Quest e, mais tarde, na Square. Em 1998, Sakimoto juntou-se à Square e compôs para Final Fantasy Tactics, título que o tornou internacionalmente reconhecido. Após concluir seu trabalho no grande sucesso Vagrant Story em 2000, ele abandonou a Square e retomou sua carreira como compositor freelancer. A Square Enix lhe ofereceu outro serviço para compor ao muito antecipado Final Fantasy XII. Ao compor para este jogo, Sakimoto teve muita dificuldade em seguir os passos do compositor regular da série Final Fantasy, Nobuo Uematsu, e acabou decidindo criar uma trilha sonora única, no seu próprio estilo.
Desde então, Sakimoto esteve compondo regularmente para uma grande variedade de jogos e esteve passando por comissões para várias companhias independentes; ele também esteve envolvido em projetos não-relacionados ao mundo dos jogos em sua carreira. Sakimoto contribuiu aos álbuns Ten Plants (1998) e 2197 (1999) com uma faixa cada; esses álbuns apresentam músicas de vários artistas de renome. Ele também contribuiu com a cantora Lia em 2005 para a criação do álbum Colors Of Life. Compôs ainda músicas para duas séries de anime: Romeo X Juliet (2007) e The Tower Of Druaga: The Aegis Of Uruk (2008), além do OVA Legend Of Phoenix: Layla Hamilton Monogatari (2005).

### Basiscape
No dia 4 de outubro de 2002, após dois anos de planejamento, Sakimoto fundou a companhia independente de música Basiscape. A companhia é responsável por compor e produzir músicas e efeitos sonoros para vários tipos de mídia interativa, principalmente videogames. Inicialmente, a companhia era composta de apenas três membros (Sakimoto, Iwata, e Manabu Namiki), e Mitsuhiro Kaneda e Kimihiro Abe se juntaram em 2005. Após o grande sucesso de Final Fantasy XII, a demanda pelas composições de Sakimoto a companhias de jogos cresceu a grandes proporções, fazendo com que ele expandisse a Basiscape com a contratação de Noriyuki Kamikura, Yoshimi Kudo, Azusa Chiba, Miki Ito, e Masaaki Kaneko. Hoje, a Basiscape é a maior companhia independente de produção musical para videogames.

## Concertos
Sakimoto fez numerosas aparições em concertos de videogame que apresentaram suas composições. No dia 12 de julho de 2006, ele, Yoko Shimomura e Michael Salvatori foram convidados especiais do evento Play! A Video Game Symphony, realizado no Orchestra Hall em Detroit, Michigan. Ele desenvolveu uma grande relação com a australiana Orquestra Sinfônica de Eminence, comparecendo a vários concertos desta orquestra. Sakimoto e Yasunori Mitsuda fizeram uma aparição especial no evento Passion em dezembro de 2006. Em abril de 2007, ele apareceu no evento A Night In Fantasia 2007: Symphonic Games Edition, realizado pela Eminence, apresentando três composições suas. Sakimoto e Mitsuda colaboraram com a Eminence em junho do mesmo ano para criar o evento Destiny: Reunion, realizado exclusivamente no Japão. A Eminence lançou Passion (2006) e Destiny: Dreamer’s Alliance (2007), dois álbuns de estúdio que contêm várias composições apresentadas nos concertos Passion e Destiny: Reunion, respectivamente.

## Estilo e influência musical
O estilo das composições de Sakimoto é principalmente orquestral; ele cria os sons orquestrais através de um seqüenciador ao invés de usar uma orquestra real devido aos custos. Ele declarou que sua maior influência musical é o grupo japonês de electropop Yellow Magic Orchestra. Quando ele deu início a sua carreira musical, ele usava o pseudônimo "YmoH.S", uma referência ao grupo Yellow Magic Orchestra. Ele cita também o músico americano de jazz Chick Corea como uma influência. Sakimoto adora ouvir techno e jazz fusion no seu tempo livre. Ao criar as músicas de Final Fantasy XII, a sua maior inspiração musical foi o antigo compositor regular da série, Nobuo Uematsu. Sakimoto declarou que, ao compor as músicas de Valkyria Chronicles, ele tentou dar à trilha sonora uma atmosfera Ocidental, influenciado pelas composições de filmes de ação de Hans Zimmer.

## Discografia

### Trilhas sonoras de videogames
- Revolter (1988) – com Masaharu Iwata
- Bubble Ghost (1990) – com Masaharu Iwata
- Metal Orange (1990) – com Masaharu Iwata
- Starship Rendezvous (1990) – com Masaharu Iwata
- Devilish (1991)
- Verytex (1991)
- Magical Chase (1991) – com Masaharu Iwata
- King Breeder (1991) – com Masaharu Iwata
- Gauntlet (1993) – com Masaharu Iwata
- Bad Omen (1993)
- Super Back To The Future Part II (1993)
- Ogre Battle: The March Of The Black Queen (1993) – com Masaharu Iwata e Hayato Matsuo
- Kingdom Grand Prix (1994) – com Masaharu Iwata
- X-Kaliber 2097 (1994) – com Hayato Matsuo
- Moldorian (1994)
- Pile Up March (1994)
- Tactics Ogre: Let Us Cling Together (1995) – com Masaharu Iwata
- Chick’s Tale (1995)
- Dragon Master Silk 2 (1995)
- Treasure Hunter G (1996) – com John Pee, Masaharu Iwata, Toshiaki Sakoda, Yoko Takada, Tomoko Matsui e Akiko Goto
- Terra Driver (1996) – com Manabu Namiki
- The Adventures Of Hourai High School (1996)
- Chip Chan Kick! (1996) – com Masaharu Iwata
- Bloody Roar (1997) – com Masaharu Iwata e Manabu Namiki
- Final Fantasy Tactics (1997) – com Masaharu Iwata
- Radiant Silvergun (1998)
- Armed Police BatRider (1998)
- Ogre Battle 64: Person Of Lordly Caliber (1999) – com Masaharu Iwata e Hayao Matsuo
- Vagrant Story (2000)
- Tactics Ogre: The Knight Of Lodis (2001) – com Masaharu Iwata
- Kuusen (2001)
- Legaia 2: Duel Saga (2001) – com Yasunori Mitsuda e Michiru Ōshima
- Tekken Advance (2001) – com Atsuhiro Motoyama
- Breath Of Fire: Dragon Quarter (2002)
- Perfect Prince – com Shinji Hosoe e Ayako Saso
- Final Fantasy Tactics Advance (2003) – com Ayako Saso, Kaori Oukoshi e Nobuo Uematsu
- Gradius V (2004)
- Stella Deus: The Gate Of Eternity (2004) – com Masaharu Iwata
- Mushihime-sama (2004) – com Masaharu Iwata, Manabu Namiki, Shinji Hosoe, Ayako Saso e Shoichiro Sakamoto
- ArtePizza (2005)
- Wizardry Gaiden: Prisoners Of The Battles (2005)
- Bleach: Heat The Soul 2 (2005)
- Zoids: Full Metal Crash (2005)
- Monster Kingdom: Jewel Summoner (2006) – com Yoko Shimomura, Shinji Hosoe, Yasunori Mitsuda, Kenji Itō, Masaharu Iwata, Tsukasa Masuko, Yasuyuki Suzuki, Ayako Saso e Takahiro Ogata
- Fantasy Earth: Zero (2006)
- Final Fantasy XII (2006) – com Masaharu Iwata, Hayato Matsuo e Nobuo Uematsu
- Battle Stadium D. O. N. (2006)
- Digimon World Data Squad (2006)
- GrimGrimoire (2007)
- Final Fantasy XII: Revenant Wings (2007) – com Kenichiro Fukui
- Final Fantasy Tactics: The War Of The Lions (2007) – com Masaharu Iwata
- Odin Sphere (2007)
- ASH: Archaic Sealed Heat (2007) – com Masaharu Iwata
- Final Fantasy Tactics A2 (2007)
- Opoona (2007) – com a Basiscape
- Deltora Quest (2007)
- L No Kisetsu 2: Invisible Memories (2008)
- Valkyria Chronicles (2008)
- The Wizard Of Oz: Beyond The Yellow Brick Road (2008) – com Michiko Naruke
- Muramasa: The Demon Blade (2009)
- Valkyria Chronicles 2 (2009)

### Em outros projetos
| - MCMXCI (1991) - Mystery Case In Hi! School! (1992) - Be Filled With Feeling (1992) - Great Wall (1993) - G. T. R. (1993) - T-O-U-R-S (1994) | - Ten Plants (1998) - 2197 (1999) - Colors Of Life (2005) – com Lia - Legend Of Phoenix: Layla Hamilton Monogatari (2005) - Romeo X Juliet (2007) - The Tower Of Druaga: The Aegis Of Uruk (2008) |